# Trichopitys
Trichopitys heteromorpha
Famille
Genre
Espèce
Classification phylogénétique
Trichopitys est un genre éteint de plantes du Paléozoïque. C'est le seul genre connu de la famille des Trichopityaceae, de l'embranchement des Ginkgophyta. Il est considéré comme le plus ancien représentant de l'ordre des Ginkgoales. Il ne comporte qu'une espèce connue : Trichopitys heteromorpha.

## Description
Les feuilles sont agencées en spirale sur de longues tiges. Les feuilles ne sont pas aplaties et elles ne possèdent pas de pétiole différencié. Elles mesurent jusqu'à 10 cm de long et sont divisées en quatre à huit segments.
Lorsque les tiges végétatives sont formées, elles produisent les structures fertiles.
Les pousses fructifères sont situées à l'aisselle des feuilles et ont un axe peu marqué. L'axe porte deux à six branches disposées en spirale, dont chacune porte un ovule recourbé vers l'arrière. Les ovules sont de petite taille, environ 6 mm de long, aplatis, orthotropes et inversés. Les axes femelles qui portent les graines ressemblent à des axes mâles morphologiquement anormaux, comme cela peut se produire chez le Ginkgo.

## Répartition
Trichopitys n'est connu que dans le gisement fossilifère de Lodève dans l'Hérault dans le sud de la France. Ce gisement date du Permien inférieur ou Cisuralien (Autunien), il y a environ entre 300 et 270 Ma (millions d'années).

## Systématique
Seule l'espèce type est connue.
Le genre Trichopitys est généralement placé près de la base de l'ordre des Ginkgoales. La classification est cependant différente selon les auteurs. Zhou (2009) place le genre dans une famille monotypique, la famille des Trichopityaceae, érigée en 1987 par Meyen. Cette famille fait partie de l'ordre des Ginkgoales. Archangelky et Cuneo (1990) regroupent le genre Trichopitys avec les genres Dicranophyllum et Polyspermophyllum dans l'ordre des Dicranophyllales. Taylor, Taylor et Krings décrivent en 2009 le genre comme représentant les Ginkgophyta du Paléozoïque, sans classification plus précise.

### Trichopityaceae
- (en) Paleobiology Database : Trichopityaceae  Meyen, 1984 (éteint)

### Trichopitys
- (en) Paleobiology Database : Trichopitys  Saporta, 1875 (éteint)

### Trichopitys heteromorpha
- Ressources relatives au vivant :   - Paleobiology Database
  - Global Biodiversity Information Facility
  - Interim Register of Marine and Nonmarine Genera